# Douzième circonscription de Seine-et-Oise
La douzième circonscription de Seine-et-Oise est l'une des dix-huit circonscriptions législatives que compte le département français de Seine-et-Oise, situé en région Île-de-France.

## Description géographique
Le Journal officiel du 13-14 octobre 1958 déterminait la composition de la circonscription :
- Canton de Montmorency
- Canton de Taverny
- [1]

## Description historique et politique

### Historique des députations
| Législature | Début de mandat | Fin de mandat  | Député       | Parti politique | Observations                                                                             |
| ----------- | --------------- | -------------- | ------------ | --------------- | ---------------------------------------------------------------------------------------- |
| Ire         | 9 décembre 1958 | 9 octobre 1962 | René Ribière | UNR             | Mandat écourté à la suite d'une dissolution parlementaire décidée par Charles de Gaulle. |
| IIe         | 6 décembre 1962 | 2 avril 1967   | René Ribière | UNR-UDT         |                                                                                          |

## Historique des élections

### Élections de 1958
| Candidat       | Candidat         | Parti          | Premier tour | Premier tour | Second tour | Second tour |  |
| Candidat       | Candidat         | Parti          | Voix         | %            | Voix        | %           |  |
| -------------- | ---------------- | -------------- | ------------ | ------------ | ----------- | ----------- |  |
|                | René Ribière élu | UNR            | 20 101       | 30,54        | 36 231      | 56,65       |  |
|                | Robert Bichet    | MRP            | 15 128       | 22,98        | Retrait     | Retrait     |  |
|                | Edmond Rudolph   | PCF            | 12 855       | 19,53        | 13 898      | 21,73       |  |
|                | R. Guillot       | Modérés        | 9 190        | 13,96        | 8 740       | 13,67       |  |
|                | D. Moulin        | SFIO           | 5 842        | 8,88         | 5 087       | 7,95        |  |
|                | C. Hazard        | UFD            | 2 701        | 4,10         |             |             |  |
|                |                  |                |              |              |             |             |  |
| Inscrits       | Inscrits         | Inscrits       | 84 239       | 100,00       | 84 219      | 100,00      |  |
| Abstentions    | Abstentions      | Abstentions    | 16 769       | 19,91        | 18 687      | 22,19       |  |
| Votants        | Votants          | Votants        | 67 470       | 80,09        | 65 532      | 77,81       |  |
| Blancs et nuls | Blancs et nuls   | Blancs et nuls | 1 653        | 2,45         | 1 576       | 2,4         |  |
| Exprimés       | Exprimés         | Exprimés       | 65 817       | 97,55        | 63 956      | 97,6        |  |

Le suppléant de René Ribière était Louis Cortier, maire de Montmorency.

### Élections de 1962
| Candidat       | Candidat                   | Parti          | Premier tour | Premier tour | Second tour | Second tour |  |
| Candidat       | Candidat                   | Parti          | Voix         | %            | Voix        | %           |  |
| -------------- | -------------------------- | -------------- | ------------ | ------------ | ----------- | ----------- |  |
|                | René Ribière sortant réélu | UNR-UDT        | 29 093       | 45,89        | 38 282      | 63,11       |  |
|                | Jeanne Vanderschooten      | PCF            | 13 702       | 21,62        | 22 376      | 36,89       |  |
|                | Robert Bichet              | MRP            | 11 089       | 17,49        | Retrait     | Retrait     |  |
|                | Léon Hovnanian             | Radsoc         | 4 883        | 7,70         | Retrait     | Retrait     |  |
|                | Jean Roger                 | PSU            | 4 624        | 7,29         | Retrait     | Retrait     |  |
|                |                            |                |              |              |             |             |  |
| Inscrits       | Inscrits                   | Inscrits       | 90 070       | 100,00       | 90 048      | 100,00      |  |
| Abstentions    | Abstentions                | Abstentions    | 25 272       | 28,06        | 24 593      | 27,31       |  |
| Votants        | Votants                    | Votants        | 64 798       | 71,94        | 65 455      | 72,69       |  |
| Blancs et nuls | Blancs et nuls             | Blancs et nuls | 1 407        | 2,17         | 4 797       | 7,33        |  |
| Exprimés       | Exprimés                   | Exprimés       | 63 391       | 97,83        | 60 658      | 92,67       |  |

Le suppléant de René Ribière était Yves Carric, maire du Plessis-Bouchard.